# Chiara Francia
Chiara Emma Francia (Buenos Aires, 13 de agosto de 2003) es una actriz, cantante y escritora argentina.
Es conocida por interpretar el personaje de Heidi en la telenovela de Nickelodeon Latinoamérica, Heidi, bienvenida a casa.

## Biografía
Chiara Francia nació el 13 de agosto de 2003. Es hija de la escritora y guionista de televisión Marcela Citterio y del productor de televisión Javier Francia. Tiene un hermano menor llamado Tiziano, también actor.

## Carrera
Hizo su debut en el mundo de la televisión a la edad de los dos años, cuando realizó un bolo en la telenovela Amor en custodia interpretando a la hija de Carolina Papaleo y Raúl Taibo en el último episodio. Continuó a la edad de cuatro años, en la telenovela infantojuvenil Patito feo.
Luego siguió con otras telenovelas del rubro como Atracción x4 en Dream Beach (2008-2009) donde interpretó a Simona, hija del personaje de Darío Lopilato, y Consentidos (2009-2010) donde personificó a Lila.
Más adelante, en 2013 realizó una participación especial en la telenovela juvenil Chica vampiro donde interpretó a Esmeralda.
Entre 2017 y 2019 tuvo su primer protagónico en televisión como Heidi en la telenovela infantojuvenil de Nickelodeon Latinoamérica, Heidi, bienvenida a casa, que se emitió durante dos temporadas. Allí además, cantó algunas canciones para el álbum de la telenovela y participó de la adaptación teatral de la serie en el Teatro Astral de Buenos Aires. En 2017 en el marco de los Kids' Choice Awards Argentina, la telenovela recibió reconocimientos al igual que sus protagonistas.
También es escritora, habiendo publicado los libros Casi amor, el cual se convirtió en éxito de ventas en Amazon por varias semanas, Mal amor y Tanto amor que completaron una trilogía. Otros libros de su autoría son Jefa a los 17 y Entre libros.

## Filmografía

### Televisión
| Año       | Título                      | Personaje                | Notas                            |
| --------- | --------------------------- | ------------------------ | -------------------------------- |
| 2005      | Amor en custodia            | Hija de Barbie y Nicolás | Participación especial           |
| 2007      | Patito feo                  | Chiara                   | Participación especial           |
| 2008-2009 | Atracción x4 en Dream Beach | Simona Milhojas          | Personaje principal, temporada 2 |
| 2009-2010 | Consentidos                 | Lila                     | Personaje secundario             |
| 2013      | Chica vampiro               | Esmeralda Vladimoff      | Personaje secundario             |
| 2017-2019 | Heidi, bienvenida a casa    | Heidi                    | Protagonista juvenil             |

## Teatro
- Heidi, bienvenida a casa, dirigida por Jorge Montero y Mariano Musumeci (2017).

## Discografía
- 2017: Heidi, bienvenida a casa

## Premios y nominaciones
Premios Nickelodeon Kids' Choice Awards México
- 2017: preselección para actriz favorita de Heidi, bienvenida a casa

Premios Nickelodeon Kids' Choice Awards Colombia
- 2017: preselección para actriz favorita de Heidi, bienvenida a casa

Premios Nickelodeon Kids' Choice Awards Argentina
- 2017: preselección para actriz favorita de Heidi, bienvenida a casa